# Universidad de Gaziantep
La Universidad de Gaziantep (en turco: Gaziantep Üniversitesi) es una universidad ubicada en la ciudad de Gaziantep, la capital de la provincia de Gaziantep, Turquía. Fundada en 1973, es una de las universidades más populares de Turquía y el gran número de estudiantes (alrededor de 38 000) afecta la vida de la ciudad.
Es una universidad pública ubicada en Gaziantep, que inició su labor educativa en 1973 con el Departamento de Ingeniería Mecánica afiliado a la Universidad Técnica de Oriente Medio y adquirió el estatus legal de universidad en 1987. Se ha convertido en una universidad regional que consta de 16 facultades, 4 colegios, un conservatorio estatal de música turca, 5 institutos y 11 escuelas vocacionales.
El número de departamentos y programas que reciben estudiantes en todas las facultades y colegios fue de 104 en 2002. El número actual de profesores es de 763, y a partir de 2009, alrededor de 17,200 estudiantes están estudiando, mientras que este número en 2014 ha aumentado a 34,000. Además, alrededor de 500 estudiantes extranjeros de 33 países estudian en la universidad.
El idioma utilizado por la Facultad de Ingeniería ha sido el inglés desde su creación, y la duración de la educación es de 4 años, no incluyendo la fase preparatoria.